# NGC 6200
NGC 6200 est un très jeune amas ouvert découvert par l'astronome britannique John Herschel en 1834.
Selon la classification des amas ouverts de Robert Trumpler, cet amas renferme entre 50 et 100 étoiles (lettre m) dont la concentration est moyennement faible (III) et dont les magnitudes se répartissent sur un intervalle moyen(le chiffre 2). Toutefois, le catalogue Lynga est d'avis que la concentration de l'amas est moyenne (II). De plus, ce même catalogue indique que l'amas renferme 40 étoiles, ce qui est en contradiction avec sa classification. Cette contradiction entre la classification et le nombre de membres n'est pas rare dans le catalogue Lynga.

## Observation
Avec une magnitude visuelle de 7,4, on peut observer l'amas avec de petites jumelles.

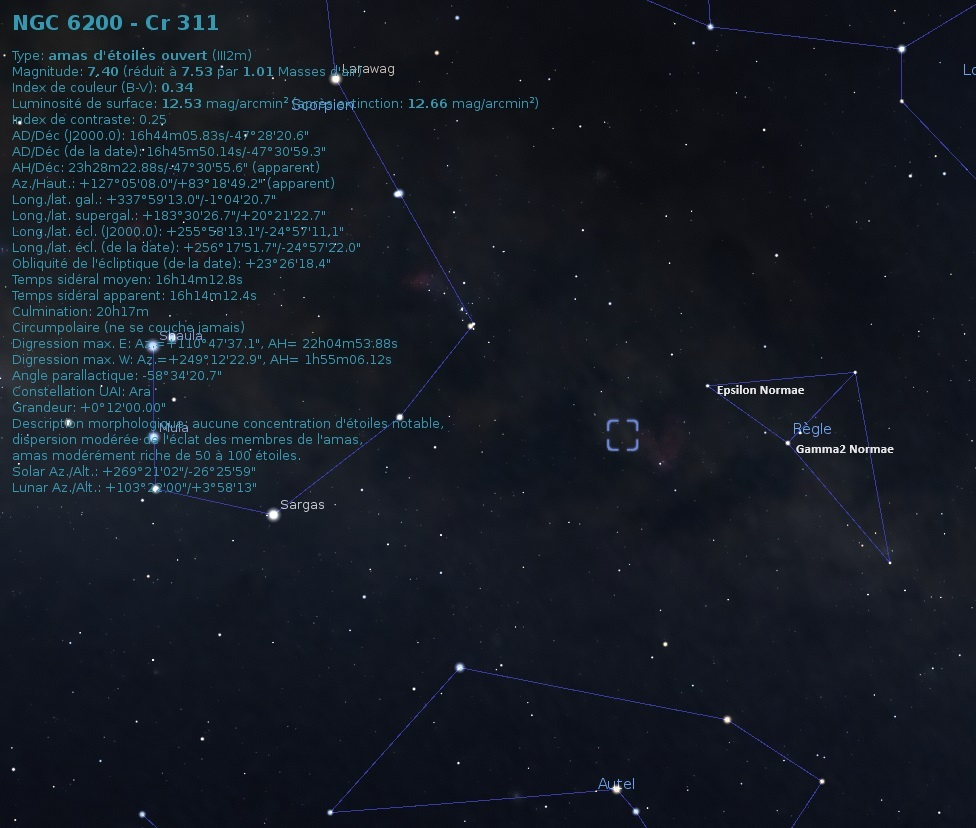
Localisation de NGC 6200 dans la constellation de l'Autel. (Stellarium)

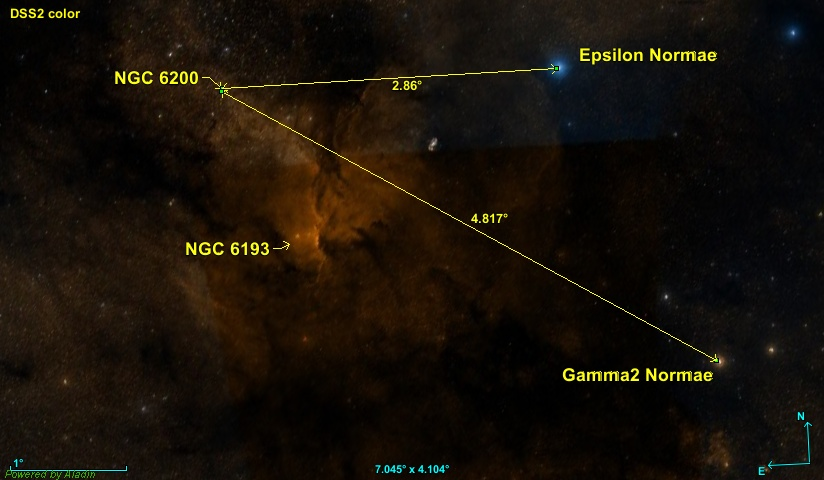
Position de NGC 6200 par rapport à deux étoiles de la constellation de la Règle.

NGC 6200 est situé à environ 2,9 degrés presque directement à l'est de l'étoile Epsilon Normae (en) et à 4,8 degrés au nord-est de Gamma2 Normae.

## Caractéristiques

### Distance, taille et vitesse
La base de données indique trois valeurs de la vitesse moyenne de l'amas: 1 967 pc, 2 352 ± 205 pc et 2 054 pc. La distance de 2 352 pc provient de la publication la plus récente et elle a été calculée en utilisant les parallaxes des étoiles mesurées par le satellite Gaia.
Selon les sources, la taille apparente de l'amas est de 8,1′, de 14', ou de 15' (11,6 ± 3,5') ce qui, compte tenu de la distance comprise entre 2 228 pc et 2 658 pc, et grâce à un calcul simple, équivaut à une taille réelle de 26 ± 10 al.
La base de données Simbad indique deux valeurs indentiques de la vitesse l'amas, soit 20,77 ± 10,77 km/s,.

### Métallicité
Simbad rapporte une seule valeur de la métallicité, soit +0,166. Selon cette valeur, le pourcentage d'éléments lourds (plus lourd que l'hydrogène et l'hélium) de cet amas est de 147% (10-0,008) de celui du Soleil.

### Âge
Webda et Lynga indiquent un âge de 8,5 millions d'années (log10=6,928 = 106,928),.

## Les étoiles de NGC 6281
On peut accéder aux propriétés des étoiles située dans les environs de NGC 6200 en utilisant sur base de données Simbad la requête de recherche NGC 6200 NUM, où NUM est un nombre allant de 1 à 15.
L'étoile HD 328862 a été identifiée comme une céphéide variable par le relevé ASAS-3 (en)
| Num # | Nom         | α                | δ                 | type | P (mas)          | d (pc)      | μα* (mas/an) | μδ* (mas/an) | mV    | Rem          |
| ----- | ----------- | ---------------- | ----------------- | ---- | ---------------- | ----------- | ------------ | ------------ | ----- | ------------ |
| #9    | HD 328693   | 16h 43m 52.6703s | -47° 38′ 02.2187″ | B8   | 0,5071 ± 0,0212  | 1972 ± 82   | -1,093       | -2,351       | 10,34 | Nm           |
| #15   | HD 328867D  | 16h 43m 52.0962s | -47° 30′ 33.0898″ |      | 0,4607 ± 0,0261  | 2171 ± 123  | -1,869       | -5,061       | ?     | M?           |
| #1    | HD 328870   | 16h 44m 58.3934s | -47° 32′ 00.4111″ | B8   | 0,3984 ± 0,0198  | 2510 ± 125  | -0,950       | -1,984       | 10,64 |              |
| #2    | HD 328865   | 16h 45m 15.6961s | -47° 22′ 54.4163″ | B9   | 0,3863 ± 0,0178  | 2589 ± 119  | -0,860       | -2,034       | 10,82 | Beta Cep     |
| #10   | HD 328865   | 16h 43m 11.7189s | -47° 30′ 38.2937″ | OB-  | 0,3715 ± 0,0173  | 2692 ± 125  | -1,095       | -2,298       | 10,69 |              |
| #4    | HD 328862   | 16h 44m 08.8986s | -47° 19′ 04.4869″ | B3   | 0,3591 ± 0,041   | 2785 ± 318  | -0,780       | -2,280       | 10,18 | Beta Cep     |
| #5    | HD 328864   | 16h 44m 12.4415s | -47° 24′ 43.4497″ | B3   | 0,3472 ± 0,037   | 2880 ± 307  | -0,997       | -2,349       | 9,26  |              |
| #11   | HD 328867A  | 16h 43m 52.6561s | -47° 30′ 39.4886″ | OB+  | 0,3414 ± 0,0189  | 2929 ± 162  | -1,069       | -2,259       | 9,86  | M?           |
| #12   | HD 328867B  | 16h 43m 52.4252s | -47° 30′ 44.2247″ |      | 0,34 ± 0,0169    | 2941 ± 146  | -1,091       | -2,278       | ?     | M?           |
| #13   | HD 328867C  | 16h 43m 52.4252s | -47° 30′ 44.2247″ |      | 0,3291 ± 0,0273  | 3039 ± 252  | -1,076       | -2,340       | ?     | M?           |
| #03   | CD-47 11015 | 16h 44m 46.3507s | -47° 23′ 19.6607″ | OB   | 0,2877 ± 0,0168  | 3476 ± 203  | -2,233       | -3,195       | 11,03 | Nm & Var Pul |
| #07   | NGC 6200 7  | 16h 44m 07.5571s | -47° 28′ 12.2962″ |      | 0,2709 ± 0,4724A | 3691 ± ?A   | -0,982       | -3,911       | 10,64 | Nm           |
| #06   | CD-47 11001 | 16h 44m 08.4278s | -47° 28′ 09.5412″ | OB   | 0,2237 ± 0,1573  | 4470 ± 3143 | -0,978       | -2,729       | 9,29  | Nm           |
| #08   | NGC 6200 8  | 16h 44m 07.51s   | -47° 28′ 10.6″    |      | ?                | ?           | ?            | ?            | 10,19 | M?           |
| #14   | NGC 6200 14 | ?                | ?                 |      | ?                | ?           | ?            | ?            | 12,89 | M?           |

- A, l'incertitude supérieure à la mesure implique que la parallaxe pourrait être négative? Une erreur de transcription?

- Nm = Non membre
- Beta Cep = Étoile variable de type Beta Cephei
- Var Pul = Étoile variable pulsante
- M? = Peut-être membre ou pas